# 金肅州
金肃州，中国辽朝的州。
辽兴宗重熙十二年（1043年）伐西夏后设置。以三百户燕地居民，一千防秋军充实。属西京道西南面招讨司。治所在今内蒙古自治区准格尔旗北。